# Flughafen Yinchuan Hedong

i7
i11
i13
Der internationale Flughafen Yinchuan Hedong (chinesisch 银川河东国际机场, IATA-Code: INC, ICAO-Code: ZLIC) ist der wichtigste Flughafen für Yinchuan, die Hauptstadt der autonomen Region Ningxia Hui in der Volksrepublik China.
Der Airport liegt 25 Kilometer südöstlich der Innenstadt von Yinchuan im Stadtteil Linghe-Lingwu. Im Vergleich zu vielen Flughäfen in China ein relativ kleiner Flughafen, ist er dennoch das wichtigste Luftverkehrstor der autonomen Region. Sein Name „Hedong“ bedeutet wörtlich „östlich des Flusses“ und leitet sich vom Standort des Flughafens am Gelben Flusses ab. Er ist mit über 20 Städten entweder durch Direktflüge oder durch Transfers verbunden. Das Terminalgebäude umfasst eine Gesamtfläche von 15.000 Quadratmetern. Im Jahr 2018 fertigte der Flughafen rund 8,9 Mio. Passagiere ab. Die Beton-Piste 03/21 hat eine nutzbare Länge von 3200 Meter.